# جون سينتامو
جون تاكر سنتامو (بالإنجليزية: John Sentamu)‏  (ولد في 10 يونيو 1949) ، هو أسقف أنجليكاني، يخدم كأسقف في يورك ، متروبوليتان يورك، إنجلترا. وهو يشغل منصب رئيس أساقفة يورك وهو ثاني أكبر منصب ديني في كنيسة إنجلترا بعد منصب رئيس أساقفة كانتربري .
ولد سنتامو بالقرب من كمبالا في أوغندا ، ودرس القانون في جامعة ماكيريري قبل أن يحصل على وظيفة كمدافع عن المحكمة العليا في أوغندا . هاجم ضد نظام الرئيس عيدي أمين ، وقد سُجن لفترة وجيزة قبل أن يفر في عام 1974 إلى المملكة المتحدة، حيث كرس نفسه للإنجليكانية ، وبدأ دراسته لللاهوت في كلية سلوين، كامبريدج، في عام 1976 وحصل في نهاية المطاف على دكتوراه في عام 1984 .
درس سنتامو في ريدلي هول، كامبريدج، وتم ترسيمه عام 1979. وفي عام 1996، كرس نفسه ليكون أسقف ستيبني وفي عام 2002 انتقل إلى منصب أسقف برمنجهام . في عام 2005 تم تعيينه في منصب رئيس أساقفة يورك .
كان يعبر سينتامو عن دعمه لبعض المواقف التقليدية داخل كنيسة إنجلترا ، حيث انتقد علناً التعددية الثقافية وإضفاء الشرعية على الزواج من نفس الجنس ، ولكن على عكس التعاليم الأخلاقية المسيحية التقليدية، فإنه يدعم التعايش قبل الزواج، قائلاً «نحن نعيش في وقت حيث بعض الناس ... يريدون اختبار ما إذا كان الحليب جيدًا قبل شراء البقرة».  كما حصل على اهتمام لانتقاده القوي لرئيس زيمبابوي السابق روبرت موغابي .

## روابط خارجية
- جون سينتامو على موقع مونزينجر (الألمانية)